# Avenida Paulista no dia da inauguração, 8 de dezembro de 1891
Avenida Paulista no dia da Inauguração, 8 de Dezembro de 1891 é uma pintura aquarela realizada por Jules-Victor-André Martin. É considerada a primeira imagem da Avenida Paulista, em São Paulo. Foi produzida no próprio dia em que a rua foi inaugurada e nomeada, em 8 de dezembro de 1891.
O quadro é do gênero pintura histórica e está localizado no Museu Paulista. Na instituição, faz parte da Coleção Fundo Museu Paulista e o seu número de inventário é 1-08672-0000-0000. Suas medidas são 45,5 centímetros de altura e 66,9 centímetros de largura.
A tela retrata não só a Avenida Paulista, como também outras importantes ruas da região, terrenos vazios, plantas, árvores e pessoas circulando, principalmente a cavalo ou dentro de carruagens. As figuras representadas são de classes mais altas da sociedade paulista da época.

## Descrição
Bem no centro da obra, Jules Martin retratou uma larga e comprida via de terra batida, que percorre o quadro até a sua linha do horizonte. De ambos os lados da avenida, existem terrenos vazios, que chamam atenção por sua nivelação plana, que é quebrada após alguns metros por descidas. Cada um dos lotes é circundado por cercas e separado dos outros por ruas menores.
No primeiro terreno, do lado esquerdo, é possível ler "Avenida Paulista" assinalado em uma placa. No lote imediatamente a frente, uma árvore lança sombras sobre um grupo de pessoas reunidas em volta de uma mesa na calçada. Sobre o móvel, encontram-se lanches e doces.
Pelo local, andam homens e mulheres bem vestidos, provenientes das classes mais abastadas da cidade, que seriam as pessoas que frequentariam a avenida, como o programado pelo seu engenheiro, Joaquim Eugênio de Lima.
Na tela, muitos personagens também circulam através de bondes e carruagens puxados por cavalos e até de bicicleta. Abaixo, do lado direito da tela, um dos bondes atravessa a Avenida Brigadeiro Luís Antônio. Ao fundo, do lado esquerdo, um conjunto de árvores é visto. Este lote, mais tarde, seria transformado no Parque Trianon.

## Contexto
A Avenida Paulista foi idealizada pelo engenheiro Joaquim Eugênio de Lima. Antes de sua concepção, a área já era utilizada para passagem e atendia pelo nome de “Real Grandeza”. Com a recente aglomeração na cidade de São Paulo, proveniente da economia cafeeira, as elites industriais paulistas procuravam um local vazio e longe do restante da população para se estabelecer. Por isso, a via que se tornaria a Avenida Paulista foi a escolhida, justamente por ser mais distante do centro e um local alto, de terreno plano.
Sendo um projeto muito aguardado, foi acompanhado pelo próprio governador do Estado de São Paulo, assim como pelo senador Rangel Pestana, o presidente da Intendência, Clementino de Souza e Castro, e o redator do O Estado de São Paulo, Júlio de Mesquita. Por isso, a sua inauguração teve a presença de várias autoridades, de veículos de comunicação e foi registrada através do quadro de Martin.
Depois de realizada, a obra é presenteada a Joaquim Eugênio de Lima pelo próprio artista. Anos depois, sua viúva, Dona Margarida Joaquina Álvares de Toledo Lima, doa o quadro ao Museu Paulista.

## Análise
Na época da produção desta pintura, a Avenida Paulista ainda era de terra. Somente em 1900, a via passou por um processo de pavimentação com macadame. Outro elemento interessante da imagem são os bondes. Na tela, estes veículos são puxados por cavalos e seguem uma delimitação no chão. Entretanto, a versão elétrica só seria instalada na Paulista nove anos depois.
Do lado esquerdo, ao fundo, a vegetação natural foi deixada, formando um conjunto de árvores. O lote funcionava como um parque, que atendia pelo nome de Paul Villon, e mais tarde seria transformado no atual Parque Trianon.
A partir da pintura, é possível notar a falta de residências e outras estruturas, como um sistema de água ou esgoto. Isso revela o caráter descontraído da Avenida Paulista da época. Essas estruturas só começaram a ser construídas na região em 1894. Até lá, a rua era considerada um destino de veraneio ou passeio, somente com casas que funcionavam como segundas residências.